# La Conciergerie
Pour les articles homonymes, voir Conciergerie.
Pour plus de détails, voir Fiche technique et Distribution.
La Conciergerie est un film québécois de Michel Poulette sorti en 1997. Le long-métrage s'inspire du roman, La Conciergerie des monstres, de Benoît Dutrizac.

## Synopsis
Jacques Laniel, un policier de Montréal, voit son partenaire, Thomas Colin, qui est aussi son meilleur ami, être sauvagement abattu.  Comme on lui refuse d'enquêter sur le meurtre de son partenaire, Laniel décide de quitter la police et devient détective privé, pensant ainsi pouvoir mener librement ses propres recherches sur la mort de Thomas.
Laniel est également contacté par Caroline Osborne, qui souhaite voir élucider le meurtre bizarre de son mari, l'écrivain Zacharie Osborne.  Ses investigations conduisent Laniel à une conciergerie peuplée d'inquiétants personnages.  Comprenant rapidement qu'Osborne était d'une honnêteté douteuse, Laniel est peu à peu amené à soupçonner que l'assassinat de l'écrivain pourrait bien avoir un lien avec le meurtre de son ami. 

## Fiche technique
Sources : IMDb
- Titre original : La Conciergerie
- Réalisation : Michel Poulette
- Scénario : Michel Poulette et Benoît Dutrizac, d'après son roman La Conciergerie des monstres
- Musique : Jean-Marie Benoît
- Direction artistique : Jean Bécotte
- Costumes : Pauline Fortin
- Maquillage : Christiane Fattori
- Coiffure : Sabin Paradis
- Photographie : Yves Bélanger
- Son : Yvon Benoît, Viateur Paiement, Marcel Pothier, Hans Peter Strobl
- Montage : Éric Drouin
- Production : Christian Larouche (en)
- Société de production : Cinépix
Nuit blanche
- Sociétés de distribution : C/FP
- Budget : 3,3 millions $ CA
- Pays de production :  Canada
- Langue originale : français
- Format : couleur 2,35:1
- Genre : film policier, thriller
- Durée : 108 minutes
- Dates de sortie :
  - Canada : 
    - 26 août 1997 (première au Festival des films du monde de Montréal)[2]
    - 26 septembre 1997 (sortie en salle au Québec)
- Classification :
  - Québec : 13 ans et plus[3]

## Distribution
- Serge Dupire : Jacques Laniel
- Macha Grenon : Claire Laniel
- Tania Kontoyanni : Carole Osborne
- Jacques Godin : Thomas Colin
- Raymond Cloutier : Antoine Martineau
- Paul Dion : Édouard Rossi
- Michel Forget : Gustave Blain
- Maka Kotto : Jean Marcheur
- Dorothée Berryman : Cécile Sirois
- Marie-Claude Lefebvre : Nathalie Sirois
- Isabel Richer : Estelle Artaud
- David La Haye : Charles Bass
- Carl Béchard : René Tremblay
- JiCi Lauzon : Pierre Mercier
- Caroline Néron : Sophie Beaulne Mercier
- Éric Cabana : Jean-Marie Tanguay
- Lénie Scoffié : Albertine Courvoisier
- Paul Buissonneau : Rosaire Courvoisier
- Jean-René Ouellet : Zachary Osborne
- Monique Spaziani : Maria Colin
- Claude Léveillée : Maurice St-Cyr, l'éditeur
- Guy Provost : le juge Michaux
- Andrée Lachapelle : Mme Michaux, femme du juge
- Bianca Gervais : Virginie Laniel
- Paul Savoie : Dr Louis Roche
- Martin Larocque : l'archiviste
- Pascal Contamine : jeune clochard

## Autour du film
Polar dans la veine néo-noir, La Conciergerie est le deuxième film pour le cinéma que réalise Michel Poulette après Louis 19, le roi des ondes, une comédie satirique portant sur la téléréalité qui avait connu un gros succès populaire au Québec en 1994. 
La Conciergerie adapte un roman de Benoit Dutrizac, La Conciergerie des monstres, publié en 1995. Le film est présenté en première lors de la compétition du Festival des films du monde de Montréal à l'automne 1997 et s'y voit remettre le prix du meilleur film canadien, décerné par le public.  La réaction critique est contrastée : enthousiaste dans La Presse et le Journal de Montréal, nettement plus tiède dans Le Devoir et Le Soleil.  
Au Québec, le film connait une carrière en salle honorable.  En France, La Conciergerie est présenté au Festival du film policier de Cognac au printemps 1998 et y reçoit, une fois de plus, le prix du public.

## Distinctions
Prix Génie 1997
- 1 nomination :
  - Prix Génie du meilleur son